# Kościół św. Marcina Biskupa w Zagórzycach
Kościół św. Marcina Biskupa w Zagórzycach – katolicki kościół filialny zlokalizowany we wsi Zagórzyce w gminie Łobez, w powiecie łobeskim (województwo zachodniopomorskie). Należy do parafii Najświętszego Serca Jezusowego w Zajezierzu.

## Historia i architektura
Murowany z kamienia ciosanego kościół wzniesiony został w XIX wieku. Sytuowany jest na planie prostokąta i nakryty dachem dwuspadowym. Do nawy dostawiona jest pochodząca z późniejszego okresu zakrystia. Portal wejściowy i okna zostały obmurowane cegłą i zamknięte są pełnymi łukami. W szczycie umieszczony jest oculus. Wnętrze kościoła nakryte jest płaskim sklepieniem. Zachowały się XIX-wieczne ławki i empora chórowa.
Po II wojnie światowej kościół został konsekrowany jako świątynia katolicka w 1946 roku.